# 16193 Nickaiser
16193 Nickaiser è un asteroide della fascia principale. Scoperto nel 2000, presenta un'orbita caratterizzata da un semiasse maggiore pari a 2,6994434 UA e da un'eccentricità di 0,0255897, inclinata di 3,48202° rispetto all'eclittica.
L'asteroide è dedicato al cosmologo inglese Nicholas Kaiser.